# Erica ciliaris
Erica ciliaris är en ljungväxtart som beskrevs av Carl von Linné. Erica ciliaris ingår i släktet klockljungssläktet, och familjen ljungväxter. Inga underarter finns listade i Catalogue of Life.

## Bildgalleri

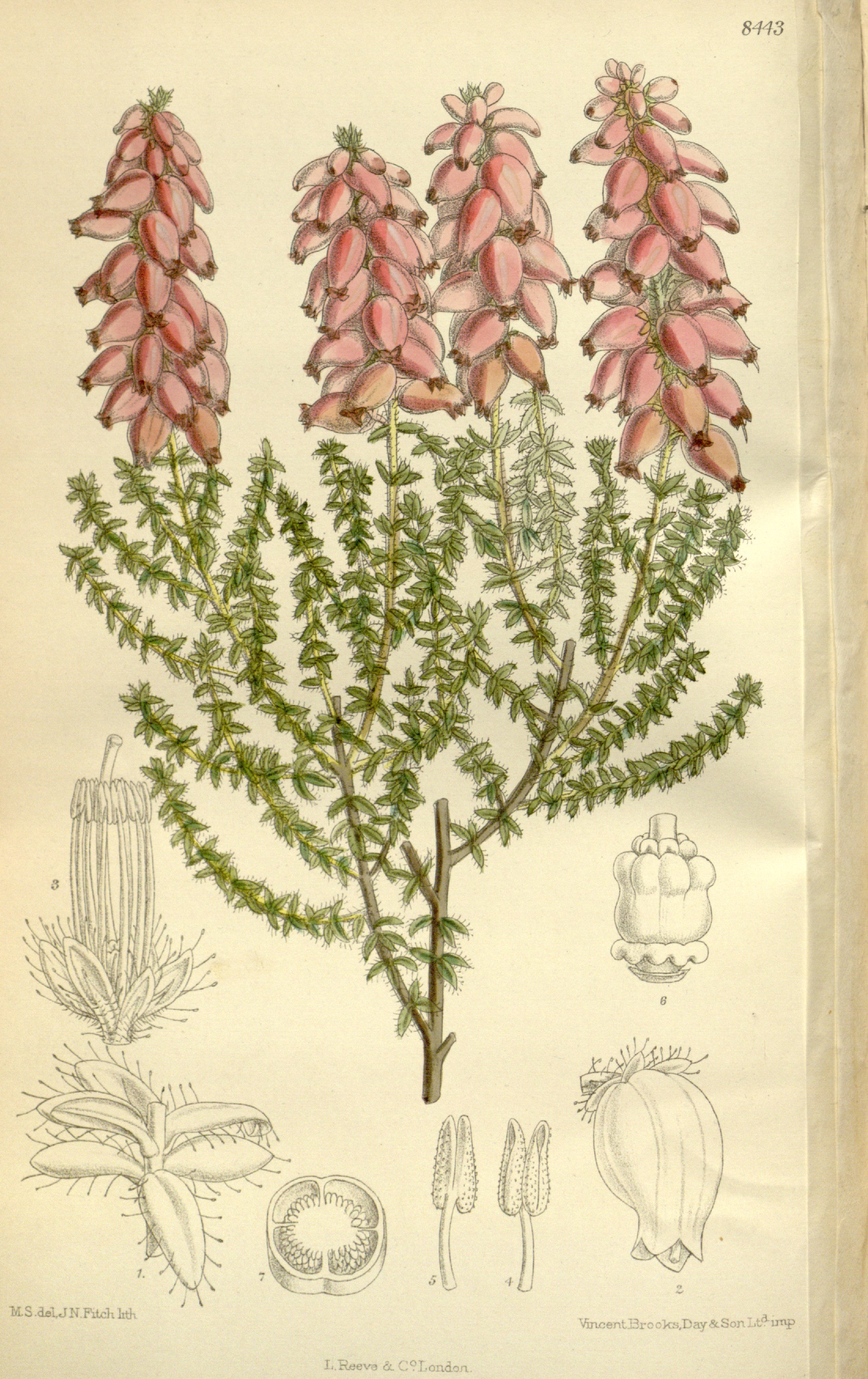